# Vaslui
Vaslui es una ciudad con estatus de municipiu situada al este de Rumanía, cerca de la frontera con Moldavia. Según el censo de 2011, tiene una población de 55 407 habitantes.
Tras la adhesión de Rumanía a la Unión Europea, el distrito de Vaslui se convirtió en la frontera oriental de la Unión.

## Geografía
El municipio está situado en la confluencia de los ríos Vasluiet y Racova, entre las colinas Tutovei y la meseta de Moldavia Central.